# Bedugul
Bedugul is een plaats op het Indonesische eiland Bali in de gelijknamige provincie. 
Nabij Bedugal bevinden zich de Pura Ulun Danu Bratan water tempel en de  Bedugul Botanical Gardens. 